# أحمد توفيق (مهندس)
أحمد توفيق (ولد بالقاهرة في 21 أكتوبر 1960) هو مهندس كهربائي وأستاذ جامعي ومدير أكاديمي مصري أمريكي، يرأس حاليًا قسم الهندسة الكهربائية وهندسة الحاسب بمدرسة كوكريل للهندسة في جامعة تكساس في أوستن منذ الأول من أكتوبر 2010.

## الجوائز والتكريم
في سنة 2017، حصل توفيق على جائزة الإنجاز التقني من جمعية معالجة الإشارة بمعهد مهندسي الكهرباء والإلكترونيات، كما حصل سنة 2000 على جائزة الألفية الثالثة من المعهد ذاته. وقد انتُخب رئيسًا لجمعية معالجة الإشارة لدورة 2018 ـ 2019.